# Giuliano Tallone
Giuliano Tallone (Torino, 1965) è un ambientalista e naturalista italiano, è stato inoltre dal 2003 al 2011 presidente della LIPU (Lega Italiana Protezione Uccelli) – BirdLife Italia .
È dirigente della Regione Lazio, e in precedenza presso l'Agenzia regionale del Turismo, e l'Agenzia regionale dei Parchi; è stato fino al maggio 2013 direttore del parco nazionale del Circeo.
È stato professore a contratto di diritto e legislazione ambientale alla Sapienza Università di Roma (scienze ambientali), e professore a contratto di Legislazione Ambientale presso l'Università Roma 3. Un recente libro, che lo intervista, lo inserisce tra i principali esperti di aree protette in Italia.
Figlio di artigiani ha vissuto fino al termine degli studi universitari a Torino, quindi a Parma, Verbania e Roma. Dopo la maturità scientifica ha ottenuto la laurea in scienze naturali presso l'Università di Torino (1992), il master in conservazione della biodiversità animale, aree protette e reti ecologiche presso l'Università di Roma La Sapienza (2003) e il dottorato di ricerca in ecologia e gestione delle risorse biologiche presso l'Università della Tuscia di Viterbo (2008).

## Biografia
Inizia ad occuparsi di ambiente nel 1984 come volontario della LIPU a Torino, della quale diventa responsabile cittadino nel 1987: si occupa soprattutto dei referendum nazionali e regionali su caccia e nucleare e di istituzione di nuove aree protette, e nel 1988 diventa coordinatore regionale della raccolta di firme per i referendum sulla caccia e sui pesticidi per conto del comitato promotore, la cui sede si trovava presso la sede dei Verdi torinesi, allora diretti da Gianni Vernetti e Massimo Marino. Nel 1989 diventa dirigente della LIPU presso la sede nazionale di Parma; dal 1995 viene eletto consigliere nazionale e dal 2003 assume la carica di presidente, divenendo uno dei principali esponenti dell'ambientalismo italiano, incarico che viene confermato nel 2007. 
Durante gli studi universitari inizia ad occuparsi di aree protette e negli anni ottanta diventa una delle prime guide naturalistiche riconosciute dal parco nazionale del Gran Paradiso, contribuendo a fondare una delle prime cooperative di progettazione ambientale in Italia, ancora oggi attiva.  
Insieme ad esponenti delle altre associazioni ambientaliste torinesi è tra i promotori del processo contro la FIAT sulle “Basse di Stura”, avendo lavorato intensamente per la protezione dell'area della confluenza tra Po e Stura, alla periferia sud di Torino, in collaborazione con la presidentessa della Circoscrizione comunale interessata, Marisa Suino, che poi diverrà consigliere regionale. Negli stessi anni è tra i promotori e fondatori dell'Associazione per il Parco del Po, tra gli altri insieme a Mercedes Bresso e Rinaldo Bontempi, la cui attività porterà all'istituzione del Parco Regionale del Po nel 1990. A seguito di questa attività diventa consigliere e componente della prima Giunta esecutiva del parco del Po Torinese. è attivo astronomo dilettante e in questo ambito è stato organizzatore di tre edizioni (2016-2018) della manifestazione "Il Cielo di Roma". 

## L'attività nei parchi negli anni ‘90
Dal 1993 al 1995 è stato nominato dal ministro Valdo Spini componente della Segreteria Tecnica sulle Aree Naturali Protette del Ministero dell'Ambiente, per la quale si è occupato, con il coordinamento di Fabio Renzi, Nicola Cimini e Vitantonio Martino ed insieme ad altri ambientalisti come Dario Febbo e Francesco Mezzatesta, della prima fase di avvio della legge quadro sulle aree protette appena approvata, in particolare seguendo le vicende del Comitato Paritetico del Parco interregionale Delta del Po e del decreto istitutivo del Parco Nazionale del Gargano, del primo Elenco Ufficiale delle Aree Naturali Protette e dei documenti di indirizzo sulla Carta della Natura.

## La direzione del parco nazionale della Val Grande
Nel 1994 viene nominato quale rappresentante delle associazioni ambientaliste nel Consiglio direttivo del parco nazionale della Val Grande, uno di quelli di nuova istituzione  a seguito della legge del 1991, l'area wilderness più grande delle Alpi, la cui presidentessa era Franca Olmi. Nel 1995 viene nominato dal ministro Altero Matteoli direttore dello stesso Parco Nazionale della Val Grande, incarico nel quale viene confermato nel 1997 dal ministro Edo Ronchi e che conserva fino alla fine del 2000. Quale primo direttore del parco nazionale contribuisce alla fase di istituzione ed avvio dell'ente, con la redazione del piano del parco, che verrà adottato dalla Regione Piemonte nel 1999, del regolamento, la definizione dello Statuto, della pianta organica e seguendo le procedure di assunzione del personale e di realizzazione delle prime infrastrutture del parco come sentieristica, musei (il Museo di Malesco e l'Acquamondo di Cossogno), centri visitatori, bivacchi e rifugi in quota.

## La direzione dell'Agenzia regionale per i parchi
Dall'inizio del 2001 al maggio 2008 diventa direttore dell'Agenzia regionale parchi (ARP) della Regione Lazio, tranne un breve periodo nel 2003 nel quale prende servizio come tecnico naturalista dopo aver vinto un concorso pubblico come primo classificato. Come primo direttore dell'Agenzia, che era stata istituita per legge nel 1993 ma aveva iniziato a funzionare solo nel 1999, collabora con il presidente e fondatore Maurilio Cipparone all'avvio delle sue attività fin dall'inizio, essendone stato tra l'altro il primo dipendente. L'esperienza svolta presso l'ARP viene sintetizzata in un libro sulle aree protette che pubblica nel 2006, uno dei pochi esempi di riflessione teorica su questa materia, che gli vale il riconoscimento del mondo dei parchi ed in particolare del presidente di Federparchi dell'epoca, Matteo Fusilli. 

## La direzione del Parco Nazionale del Circeo
Dal 2008 al 2013 è direttore del Parco Nazionale del Circeo, uno dei parchi storici italiani, nella complessa fase di transizione tra la precedente gestione del Corpo Forestale dello Stato e quella attuale che ha adeguato gli organismi di gestione dell'area protetta ai principi della legge quadro del 1991, attraverso la costituzione di un ente di gestione. 
È componente dal 1993 della Species Survival Commission e dal 2005 della Word Commission on Protected Areas dell'IUCN (World Conservation Union), della quale è anche componente del Comitato Italiano.